# Мале Сирково (Волоколамський район)
Мале Сирково (рос. Малое Сырково) — присілок у Волоколамському районі Московської області Російської Федерації.
Належить до муніципального утворення сільське поселення Ярополецьке. Населення становить 9 осіб (2016).

## Історія
З 14 січня 1929 року входить до складу новоутвореної Московської області. Раніше належало до Волоколамського повіту Московської губернії.
Сучасне адміністративне підпорядкування сільському поселенню з 2006 року.

## Населення
| 1852 | 1859 | 1926 | 2002 | 2006 | 2010 | 2013 |
| ---- | ---- | ---- | ---- | ---- | ---- | ---- |
| 155  | ↘126 | ↗212 | ↘11  | ↘3   | ↗6   | ↗9   |
| 2014 | 2015 | 2016 |      |      |      |      |
| ↘8   | →8   | ↗9   |      |      |      |      |